# Російсько-фінський кордон
Російсько-фінський кордон — кордон між Росією і Фінляндією. Протяжність сухопутного кордону становить 1271,8 км (зокрема 1091,7 км власне сухопутної, 60,3 км річкової і 119,8 км озерної), крім цього є ділянка міждержавного морського кордону 54,0 км.
Кордон дозволено переходити лише через блокпости, та для цього потрібна віза. Найбільші блокпости знаходяться у населених пунктах Ваалімаа та Нуйямаа, де з обидвох сторін працює митниця. З метою зупинити різкий потік біженців у Фінляндію з Росії, наприкінці 2023 року всі прикордонні пости було закрито.

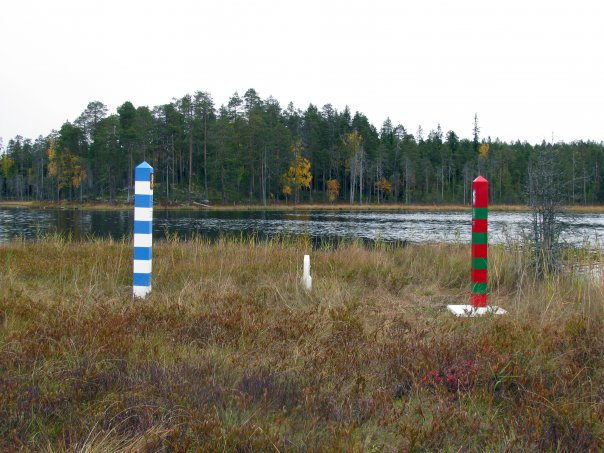
Прикордонні стовпи у східній точці російсько-фінляндського кордону на острові в центрі озера Вірмаярві

## Історія
Східний кордон Швеції (від Фінської до Ботнічної затоки), до складу якої до 1809 входила територія Фінляндії, була визначена в 1323 Ореховецьким мирним договором. 1595 року в селі Тявзіно було підписано мирну угоду між Королівством Швеція та Московським Царством. Кордон вперше була проведена до Північного моря (Баренцеве море) і розділила Лапландію на шведську та кольську (московську).
За Абоським мирним трактатом, з 1743 по 1809 межа між Фінляндією, що була на той момент провінцією Швеції, і Російською імперією проходила по західному рукаву річки Кюммене.
В результаті останньої російсько-шведської війни (1808—1809) Фінляндія увійшла до складу Російської імперії, перетворившись зі шведської провінції на Велике Фінляндське князівство з власною конституцією і сеймом  . Кордон був формально визначений, але його перетин не був чимось особливим. Багато петербуржців мали заміські вілли у фінській частині Карельського перешийка. У 1811 році під фінляндське управління було передано Виборзька губернія. Лінія кордону на Карельському перешийку проходила (з півдня на північ) від Фінської затоки руслом річки Сестри до її витоку і далі до Ладозького озера.
Після проголошення незалежності Фінляндії у 1917 році кордон був закритий та посилений. Внаслідок війни 1918—1920 років Фінляндія отримала Печенську область, західну частину півострова Рибачий та більшу частину півострова Середнього. Лінію кордону було визначено Тартуським договором, підписаним 14 жовтня 1920 року. Близькість кордону до Ленінграда (30-35 км) визначила особливий режим у прикордонній зоні, в якій з обох боків у 1920-х - 1930-х роках будувалися потужні оборонні споруди (див. Лінія Маннергейма і Карельський укріпрайон).
В результаті радянсько-фінської війни в 1940 Виборг і Карельський перешийок відійшли до складу Радянського Союзу. Лінія кордону була визначена Московським договором. В 1941 Фінляндія повернула собі Карельський перешийок, але в результаті ув'язненого перемир'я 19 вересня 1944 були відновлені придбання СРСР 1940 року.

## Зображення

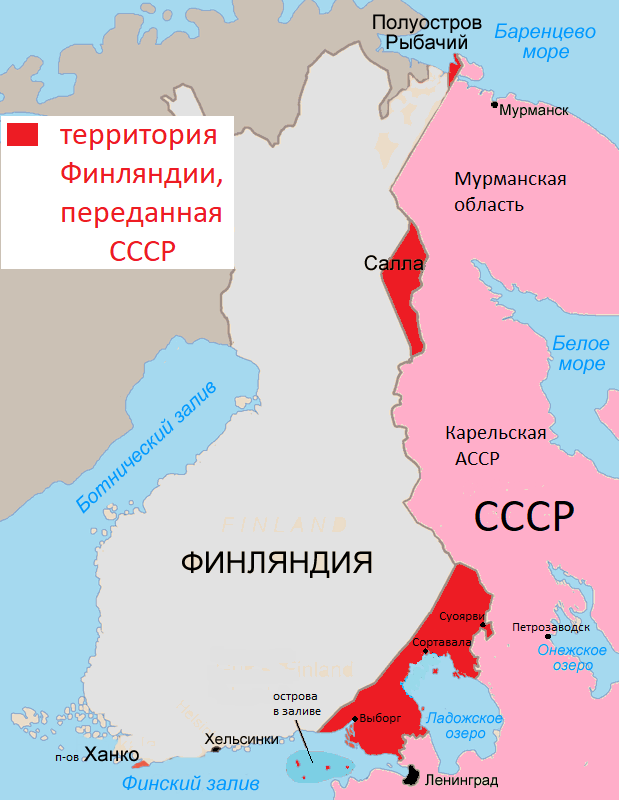
Території, що увійшли до складу СРСР 1940 року
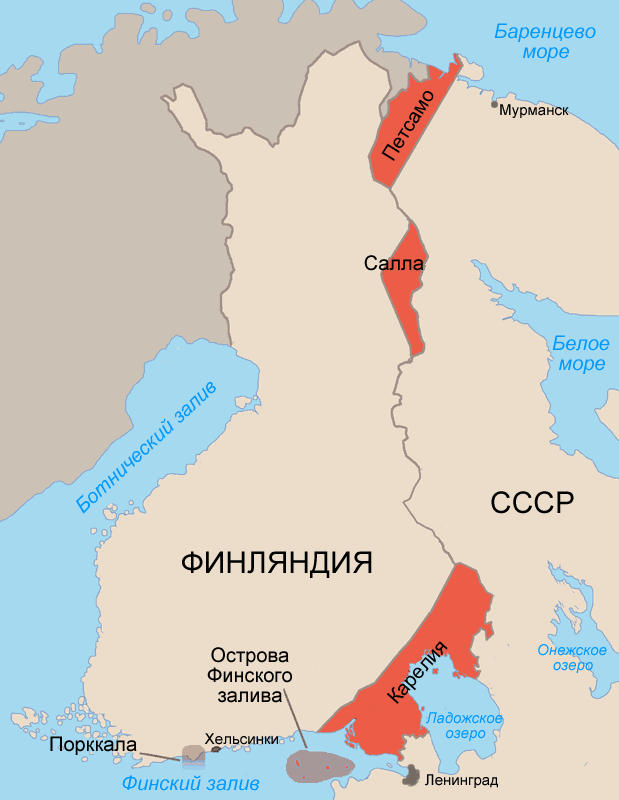
Території, що увійшли до складу СРСР 1944 року

У 1947 році Паризьким мирним договором було затверджено умови 1940 року та сучасну лінію кордону. Вона проходить від Фінської затоки до перетину з російсько-норвезьким кордоном (у Мурманській області) і близька до тієї, яка розділяла Російську Імперію зі Швецією 1809 року.